# The Midnight Bell
The Midnight Bell est un roman gothique écrit en 1798 par Francis Lathom. C'est l'un des sept « romans abominables » (horrid novels) parodiés par Jane Austen dans son roman L'Abbaye de Northanger.

## Synopsis
Sous-titré Un conte allemand, fondé sur des incidents de la vie réelle, The Midnight Bell est publié pour la première fois par H. D. Symonds en 1798. Il narre la quête du héros, Alphonsus Cohenburg, pour recouvrer ses domaines et son identité volée après que ses parents aient été assassiné par son oncle criminel. Le jeune homme se fait soldat, puis mineur, avant d'épouser son véritable amour, Lauretta, juste avant de se la voir enlever par des brigands. 
Le dernier tiers de l'histoire se déroule dans le château de Cohenburg, archétype du château gothique, et met en scène des apparitions fantomatiques qui se révèlent être des prêtres catholiques démoniaques (un autre lieu-commun du roman gothique). La « Cloche de minuit », la Midnight Bell du titre, est celle qui appelle ces moines démoniaques à se retrouver à leur sinistre lieu de réunion.

## Les sept «romans abominables» deNorthanger Abbey
Outre The Midnight Bell, six autres titres ont été notés par Isabella Thorpe (l'amie de Catherine Morland dans L'Abbaye de Northanger, le roman gothique parodique de Jane Austen) dans son petit carnet de poche. Cette liste de sept « romans abominables » (horrid novels)) est chaudement recommandée par Isabella à son amie Catherine.
Les sept romans en question sont donc :
- The Midnight Bell (La Cloche de minuit),
- The Castle of Wolfenbach (1793) (Le Château de Wolfenbach), de Mrs Eliza Parsons
- Clermont (1798), de Regina Maria Roche
- Mysterious Warnings (1795) (Mystérieux Avertissements), de Mrs Eliza Parsons
- The Necromancer; or, The Tale of the Black Forest (1794) (Le Nécromancien ou le Conte de la Forêt-Noire), de Karl Friedrich Kahlert
- The Orphan of the Rhine (1798) (L'Orpheline du Rhin), d'Eleanor Sleath
- Horrid Mysteries (1796) (Mystères épouvantables), de Karl Grosse, traduction anglaise de Peter Will.